# شهرستان واشینگتن (آیووا)
شهرستان واشینگتن، آیووا (به انگلیسی: Washington County, Iowa) شهرستانی در ایالات متحده آمریکا است که در آیووا واقع شده‌است.

## خصوصیات
شهرستان واشینگتن ۱٬۴۷۸٫۸۹ کیلومترمربع مساحت دارد.